# Паґслі Аддамс
Пасґлі Аддамс — (англ. Pugsley Addams) брат Уенсдей Аддамс. Один із членів вигаданої родини Аддамсів, створеної американським карикатуристом Чарльзом Аддамсом .Старша дитина в родині Аддамс. Є девіантною дитиною з порочним характером, що робить сумні вчинки.

## Мультфільми
У оригінальних мультфільмах Чарльза Аддамса Паґслі було зображено як підступного, блискучого хлопця.

## ТВ-шоу
Паґслі є найстаршою дитиною Мортіши та Ґомеса Аддамсів. Це маленький хлопчик (у пілотному епізоді було вказано, що йому вісім років, але в другому епізоді змінили на 10 років). Спочатку безіменний (як і всі члени родини) персонаж, який, очевидно, був прототипом Паґслі, вперше з'явився в карикатурах Чарльза Аддамса в The New Yorker протягом 1930-х років. У цьому першому втіленні він був зображений як девіантна дитина з порочним характером, показаний, що здійснює жалюгідні вчинки зі своєю сестрою. У всіх втіленнях він має зайву вагу. В оригінальній серії Пагслі має зріст 1 м 40 см та важив 51 кг. У телесеріалі Пагслі зазвичай з'їдає більше п'яти шматків торта на дні народження.
У 1970-х вийшов мультсеріал про сім'ю, в якому Паґслі озвучила актриса Джоді Фостер. Фостер озвучувала персонажа в епізоді «Нові фільми про Скубі-Ду». У іншому мультсеріалі Паґслі озвучувала Джінні Еліас.
У телефільмі 1977 року Кен Везервакс зіграв дорослого Паґслі, який став знахарем. У проміжку між оригінальним телесеріалом і цим фільмом у його батьків народилося ще двоє дітей, які виглядають так само, як оригінальні Пагслі та Венсді. Він відомий як Перікл Аддамс в іспаномовних країнах, а в Бразилії (португальською) як «Feioso» (Потворний).
У серіалі 1998 року «Нова родина Аддамсів» Паґслі грає уродженець Ванкувера Броуді Сміт у образі, дуже схожому на втілення 1960-х років, хоча, як стверджується, він молодший за Венздей.
Іссак Ордонез зіграв Паґслі в серіалі «Венздей» від Netflix. На відміну від попередніх проєктів, у цьому серіалі він молодший за Венздей, і його волосся тепер чорне, а не світле.

## Кіноверсії

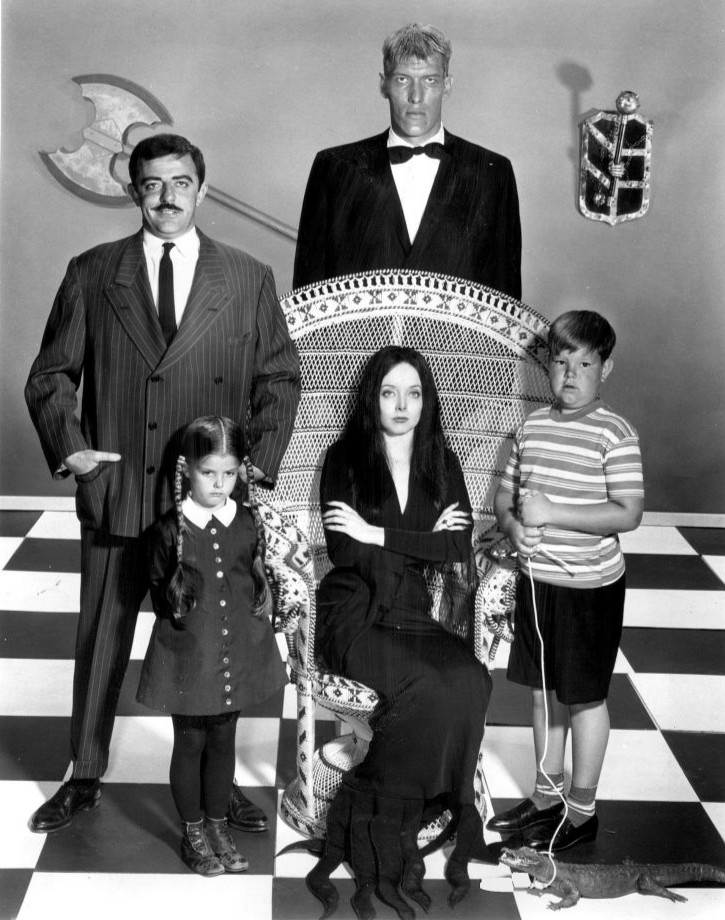
Фотографія різних членів родини Адамс із серіалу 1964 року, зліва направо: Гомес, Венсдей, Лурч (угорі), Мортісія (внизу) і Пагслі.

У фільмі «Родина Аддамсів» та його сиквелі «Моральні цінності сімейки Аддамсів» Паґслі зіграв Джиммі Воркман . Він є помічником своєї старшої сестри Венздей, яка робить спроби завдати йому смертельної шкоди, хоча він час від часу згоден на це.
У «Родині Аддамсів» Паґслі та Венздей відкривають кіоск з лимонадом, але їхні напої токсичні.
У фільмі «Возз'єднання родини Аддамсів» Паґслі (тепер його грає Джеррі Мессінг) поводиться (здебільшого) подібно до своїх попередніх двох фільмів. На возз'єднанні сім'ї Аддамсів він закохується в молоду дівчину на ім'я Джина (яку грає Гейлі Дафф). За словами Паґслі, його ім'я болгарською означає «шлунковий насос».
Фінн Вулфгард озвучує Паґслі в анімаційному фільмі 2019 року. Джейвон Волтон замінює Волфгарда в дубляжі Паґслі у сиквелі 2021 року, який вийшов 1 жовтня 2021 року.